# Сипріян Бродбенк
Сипріян Бродбенк (англ. Cyprian Broodbank народився 26 грудня 1964, Лондон) — британський археолог, історик. Фахівець з історії Середземномор'я та прилеглих регіонів. Професор Кембриджу (з 2014 року), член Британської академії (2015).
Народився і виріс в Лондоні . Навчався історії в Оксфорді (бакалавр мистецтв, 1986). Ступінь магістра мистецтв отримав в Брістольському університеті у 1987 році. Ступінь доктора філософії отримав на факультеті класики Кембриджа у 1996 році, дисертація «This small world the great: an island archaeology of the early Cyclades».
Почав свою кар'єру з посади молодшого наукового співробітника в Університетському коледжі Оксфорда 1991—1993 рр. З 1993 по 2014 рік працював в Інституті археології Університетського коледжу Лондона, де з жовтня 2010 року отримав звання професора.
З жовтня 2014 року Діснеївський професор археології та директор Інституту археологічних досліджень Макдональда в Кембридзькому університеті.
Свою першу книгу — «An Island Archaeology of the Early Cyclades», випустив в 2000 році. Його наступна книга «The Making of the Middle Sea» (2013), яка цілісно висвітлює історію Середземномор'я від його виникнення до античності, стала бестселером.
Член Лондонського товариства старожитностей (11 жовтня 2007).
Лауреат премії Археологічного інституту Америки в 2003 році та інших нагород.

## Монографії
- An Island Archaeology of the Early Cyclades (Cambridge University Press, 2000. ISBN 0-521-78272-4, Cambridge University Press, Cambridge / New York, 2001, 2002).
- The Making of the Middle Sea: A History of the Mediterranean from the Beginning to the Emergence of the Classical World (Thames and Hudson. 2013)